# AC III Sentinel
AC III «Thunderbolt» (Австралийский Крейсерский танк Mk. III) — крейсерский танк, спроектированный и построенный в Австралии во время Второй мировой войны как преемник AC I Sentinel. Как и Sentinel, AC III отличался цельными литыми корпусом и башней. AC III отличался значительно улучшенной конструкцией по сравнению с AC I с лучшей броневой защитой, более мощным двигателем и, что самое главное, повышенной огневой мощью.
Программа была прекращена в 1943 году до того, как были закончены какие-либо серийные машины.

## История создания
Еще до того, как AC I Sentinel начал сходить с конвейера в августе 1942 года, было замечено, что QF 2 pounder становилась менее эффективной, поскольку толщина брони на новых и улучшенных танках противника увеличивалась. Для решения этой проблемы QF 25 pounder пушка-гаубица была установлена на башне второго прототипа корпуса австралийского крейсерского танка и успешно прошла испытания 29 июня 1942 года. После этого успеха было решено использовать QF 25 pounder в качестве танкового орудия. QF 25 pounder, модернизированная в танковую, была испытана 10 октября 1942 года, работа над накладной системой отдачи позже оказалась полезной для конструкции укороченной QF 25 pounder.
Установленное в полностью поворотной башне большего размера, чем у AC I, но с той же башней диаметром 1,4 м, оно было немного тесновато для экипажа башни, но давало AC III как бронебойную способность, так и эффективный осколочно-фугасный снаряд. Электрическая система поворота башни на 40 вольт на AC I была заменена более мощной системой на 110 вольт.
Пулемет из корпуса был удален, чтобы освободить место для размещения более крупных 25-фунтовых боеприпасов. Оснащенный теми же тремя двигателями Cadillac V8, что и AC I, они теперь были установлены на общем картере и соединены вместе, чтобы сформировать двигатель Perrier-Cadillac, единственный 17,1-литровый 24-цилиндровый двигатель, очень похожий на позже созданный Chrysler A57, который использовался в некоторых вариантах американских танков M3 и M4. В то время как AC III имел ту же основу брони, что и AC I, профиль корпуса был значительно переработан для улучшения баллистической формы.
Был заказ построить в общей сложности 200 AC III Sentinel. Хотя была завершена только одна опытная модель AC III, было заказано крупносерийное производство компонентов и отлито 150 корпусов AC III. На производственной линии государственных железных дорог Нового Южного Уэльса в Чуллоре началась работа по сборке первых 25 танков AC III для испытаний, до того как программа была прекращена в июле 1943 года.

## Сохранившийся экземпляр

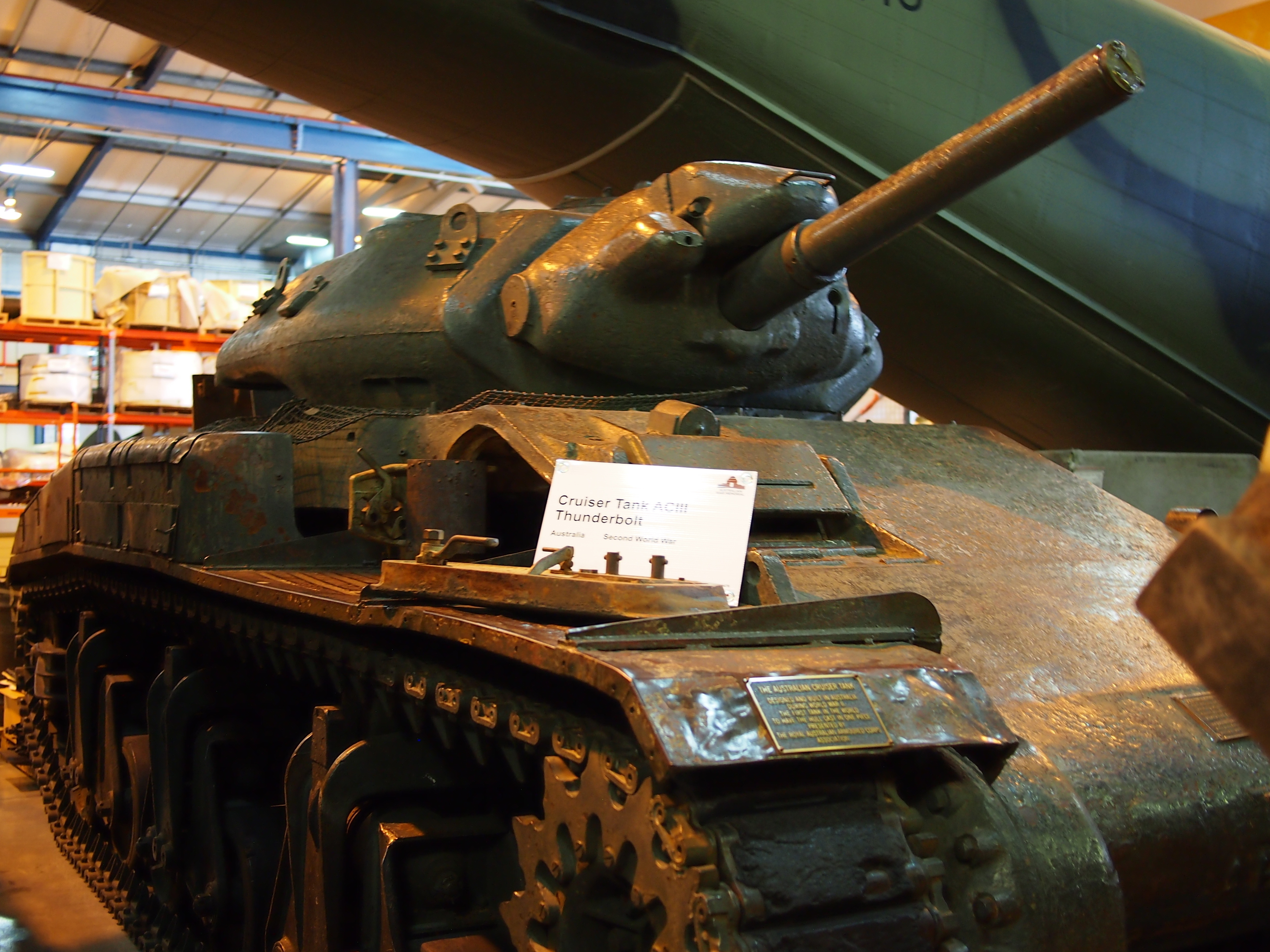
AC III Sentinel (8066) в Ресурсном Центре Treloar в Австралийском военном мемориале в Канберре

- Австралия — Ресурсный Центр Treloar в Австралийском военном мемориале в Канберре[8].